# 瓦莱丽·加尼耶
瓦莱丽·加尼耶（法語：Valérie Garnier，1965年1月9日—），法国篮球教练。她曾带领法国国家队参加2020年夏季奥林匹克运动会女子篮球比赛，结果队伍获得一枚铜牌。